# Base antarctique Davis
Pour les articles homonymes, voir Davis.
La base antarctique Davis est une station de recherche permanente antarctique administrée par le Département australien de l'Antarctique (AAD) et située dans la Terre de la Princesse-Elisabeth.

## Histoire
Créée en 1957, la station de recherche est nommée en l’honneur de John King Davis, explorateur et navigateur australien.

## Climat
Base antarctique Davis a un climat toundra (Köppen: ET). La base antarctique est modérée par cette location dans l'Océan Austral. La température minimum était −41,8 ºC le 27 avril 2008 et le maximum était 13.0.2 ºC le 7 janvier 1971. La précipitation moyenne est très basse: vers 70.3 millimètres, principalement dans la forme de neige légère avec de la pluie en été.
| Mois                                            | jan.  | fév.  | mars  | avril | mai   | juin  | jui.  | août  | sep.  | oct.  | nov.  | déc.  | année   |
| ----------------------------------------------- | ----- | ----- | ----- | ----- | ----- | ----- | ----- | ----- | ----- | ----- | ----- | ----- | ------- |
| Température minimale moyenne (°C)               | −1,2  | −4,6  | −10,9 | −16,1 | −19   | −18,8 | −20,7 | −20,7 | −19,6 | −15,3 | −7,6  | −2,2  | −13,1   |
| Température maximale moyenne (°C)               | 3,2   | −0,2  | −5,7  | −10,3 | −12,7 | −12,6 | −14,3 | −14   | −12,7 | −8,8  | −2,2  | 2,5   | −7,3    |
| Record de froid (°C)                            | −8,3  | −15   | −27,6 | −41,8 | −39   | −40,1 | −39   | −41,3 | −39,7 | −31   | −22,4 | −10,7 | −41,8   |
| Record de chaleur (°C)                          | 13    | 10    | 4,3   | 4,2   | 2     | 2     | 0,8   | 1     | 0,4   | 1,9   | 8     | 11    | 13      |
| Ensoleillement (h)                              | 291,4 | 169,5 | 102,3 | 69    | 21,7  | 0     | 9,3   | 58,9  | 120   | 170,5 | 237   | 300,7 | 1 550,3 |
| Précipitations (mm)                             | 1,8   | 3,7   | 8,7   | 9,9   | 9,4   | 9,1   | 8,1   | 6,6   | 5,5   | 4,6   | 2,3   | 1,9   | 70,3    |
| dont nombre de jours avec précipitations ≥ 1 mm | 0,6   | 1,3   | 2,2   | 2,9   | 2,4   | 2,5   | 2,2   | 1,8   | 1,6   | 1,3   | 0,8   | 0,7   | 20,3    |